# جامعة بانيا لوكا
جامعة بانيا لوكا [[إنج|University of Banja Luka]] (بالصربوكرواتية: Univerzitet u Banjoj Luci)‏، (بالصربية: Универзитет у Бањој Луци)‏ هي جامعة عامة تقع في بانيا لوكا . تأسست جامعة بانيا لوكا عام 1975 وهي المؤسسة الرائدة للتعليم العالي في جمهورية صرب البوسنة، وهي واحدة من كيانين دستوريين وقانونيين للبوسنة والهرسك. تضم الجامعة 20،000 مابين طلاب حاليين وخريجين.
جامعة بانيا لوكا هي ثاني أقدم جامعة في البوسنة والهرسك. نشأت الجامعة من كليات أنشئت في بانيا لوكا بعد نهاية الحرب العالمية الثانية إما كمدارس مستقلة أو فروع لجامعة سراييفو. نظرًا لموقعها الجغرافي المتميز، تتمتع بالقرب اللغوي والإثني والروابط التاريخية بعلاقات وثيقة مع المؤسسات في الدول المجاورة ليوغوسلافيا السابقة، وخاصة تلك الموجودة في جمهورية صربيا.
وضعت تصنيف جامعة كيو إس العالمية جامعة بانيا لوكا في نطاق 251-300 في أوروبا الناشئة وآسيا الوسطى لعام 2019. في عام 2018 ، صنفها تصنيف ويبوتريكس للجامعات العالمية في مجال القياس عبر الويب في المرتبة الثانية بين أفضل جامعات البوسنة من بين 59 مؤسسة من مؤسسات التعليم العالي في البلاد. في السنة المالية 2015م، منحت حكومة جمهورية صربسكا 34،897،600 مارك بوسني كميزانية للجامعة التي تشكل المصدر الرئيسي لتمويل تكاليف التشغيل القياسية.

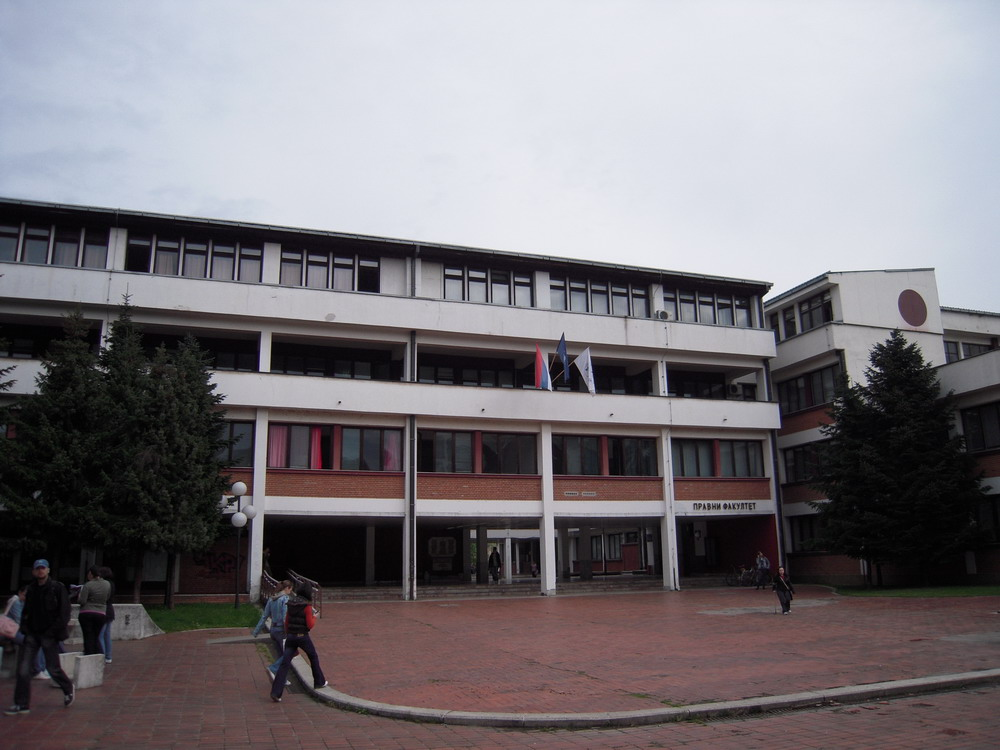
كلية الحقوق

## كليات

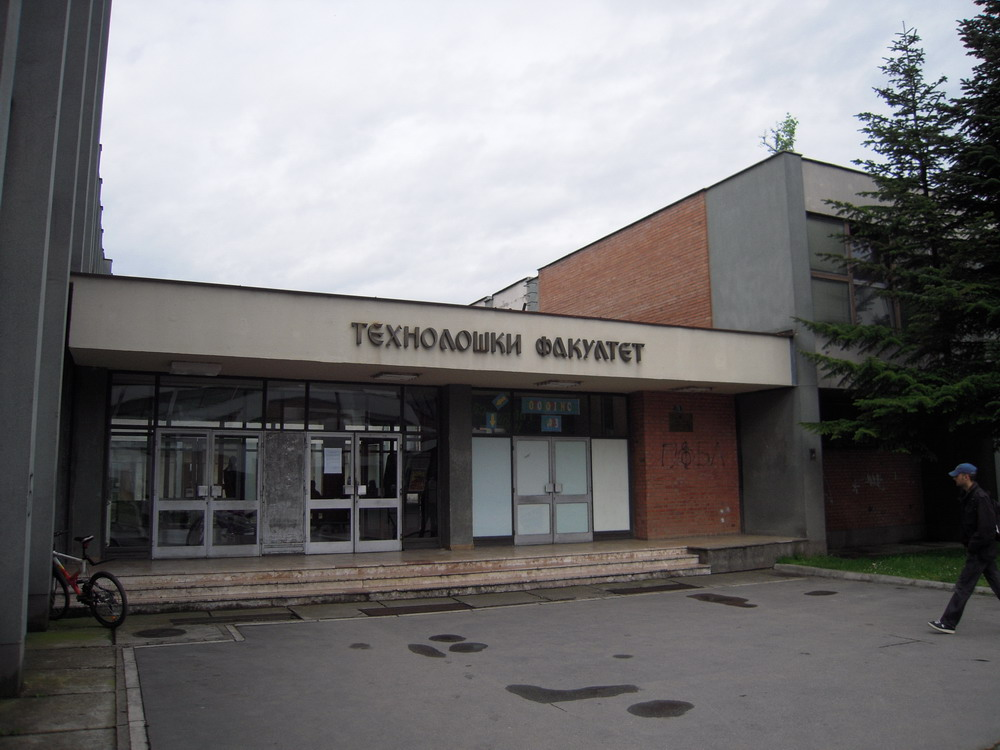

معظم الكليات الـ 16 الحالية في جامعة بانيا لوكا مقسمة بين الحرمين الجامعيين، وكلاهما يقعان بالقرب من نهر فرباس بالقرب من وسط مدينة بانيا لوكا.
تنقسم الجامعة إلى 16 كلية:
- أكاديمية الفنون
- كلية العمارة والهندسة المدنية
- كلية الاقتصاد ( الموقع الرسمي )
- كلية الهندسة الكهربائية ( الموقع الرسمي )
- كلية الفلسفة
- كلية الهندسة الميكانيكية
- كلية هندسة الألغام
- كلية الطب
- كلية الزراعة
- كلية الحقوق
- كلية العلوم الطبيعية والرياضيات (بما في ذلك الهندسة الكيميائية وهندسة العمليات والتكنولوجيا الحيوية ) ( الموقع الرسمي )
- كلية الغابات
- كلية فقه اللغة ( الموقع الرسمي )
- كلية العلوم السياسية
- كلية التربية البدنية والرياضة

## رؤساء الجامعة
- ميلان ماتاروغا (2016-2017): أكمل التعليم الجامعي في جامعة بلغراد والدكتوراه في جامعة بلغراد ومركز الغابات العالمي .[7]
- سانتو ساتاني 2006 (2006–2016): أكمل التعليم الجامعي في جامعة بانيا لوكا وجامعة زغرب والدكتوراه في جامعة سراييفو .[8]
- دراجوليب (1992-2006): أكمل تعليمه الجامعي في جامعة نوفي ساد وجامعة زغرب ودكتوراه في جامعة نوفي ساد.[9]
- راجكو كوزمانوفيتش (1988-1992): أنهى التعليم الجامعي في جامعة زغرب والدكتوراه في جامعة موستار .[10]
- دراقيشا (1984-1988): أول رئيسة جامعة في الجامعة. أكملت التعليم الجامعي في جامعة زغرب والدكتوراه في كلية التكنولوجيا في توزلا.[11]
- إبراهيم تاباكوفيتش (1979-1984): أنهى التعليم الجامعي والدكتوراه في جامعة زغرب [12]
- دراقومير (1975-1979): أكمل التعليم الجامعي في جامعة بلغراد والدكتوراه في جامعة فيينا في فيينا .[13]

## التعاون الجامعي
لدى جامعة بانيا لوكا اتفاقيات تعاون مع 100 مؤسسة أخرى للتعليم العالي. في يناير 2018م اعتمدت المؤسسة إستراتيجية تدويل جامعة بانيا لوكا. إنه يحدد الخطوات المحددة الواجب اتخاذها في عملية تدويل البحث العلمي والتدريس والدعم. في نهاية الشهر نفسه تأسس معهد كونفوشيوس بجامعة بانيا لوكا بهدف تعزيز اللغة والثقافة الصينية . حضر الافتتاح سفير جمهورية الصين الشعبية ورئيس جامعة تيانجين للتكنولوجيا والتعليم ووفد من مدينة تيانجين .

## الخريجون وأعضاء هيئة التدريس البارزون

### الخريجون
- ألكساندرا أفوروفيتش، كاتب وصحفي وأمين مكتبة
- بورجانا كريستو، سياسي كرواتي بوسني
- دراغان بوغدانيتش، سياسي صربي بوسني
- دراجو بروميت، عضو البرلمان الكرواتي
- إيغور كندناك، سياسي صربي بوسني
- ملادين إيفانيتش، سياسي صربي بوسني
- أوجين جين تاديتش، سياسي صربي بوسني
- تانيا ستوبار تريفونوفيتش، الشاعر
- جيليكا سفيانوفيتش، سياسي صربي بوسني
- جيليكو كوبانيا، محرر صحيفة صرب البوسنة
- زيليكو توبيتش، نواب رئيس المكتب الأوروبي للبراءات

### أعضاء هيئة التدريس
- أليكسا بوها، الفيلسوف وعضو أكاديمية العلوم والفنون بجمهورية صربسكا
- أنيلكو هابازين، الفيلسوف الكرواتي
- إيفانا دوليتش ماركوفيتش، أستاذة بكلية الزراعة
- إيفو فيسكوفيتش، سياسي ودبلوماسي صربي
- ميلوش ميهايلوفيتش، عازف البيانو الصربي وأستاذ جامعي
- ميودراغ سيموفيتش، قاضي المحكمة الدستورية للبوسنة والهرسك
- نيكولا سرديتش، عازف الكلارينيت الصربي
- نيكولا سبيريتش، سياسي صربي بوسني
- رادي ميهاليتش، مؤرخ وأكاديمي صربي
- فيليم هيرمان، أستاذ جامعي بجامعة أوسيجيك

## روابط خارجية
- الموقع الرسمي لجامعة بانيا لوكا (بالصربية) (بالإنجليزية)